# Warcraft III: Reforged
Warcraft III: Reforged é uma remasterização do jogo eletrônico de estratégia em tempo real de 2002 Warcraft III: Reign of Chaos e sua expansão The Frozen Throne. Lançado em 28 de janeiro de 2020, ele adiciona gráficos renovados, novas configurações de jogabilidade de campanha, bem como recursos modernos da Battle.net online. O jogo recebeu críticas mistas dos críticos e uma recepção esmagadoramente negativa dos jogadores devido às mudanças em relação ao original, à falta de muitos recursos anunciados e a problemas técnicos

## Jogabilidade
Reforged mantém a jogabilidade do original, mas seu desenvolvimento estimulou novas mudanças de equilíbrio no multiplayer do jogo. Os jogadores do cliente original podem acessar e jogar com jogadores Reforged ao receber acesso ao novo cliente (depois de comprarem o produto). Há uma configuração de gráficos clássicos disponível sem compra para aqueles que possuem uma licença clássica. Semelhante a StarCraft: Remastered, ele usa as texturas da versão original.  Os usuários podem desbloquear ícones de perfil com base nas classificações por corrida.
As missões da campanha foram visualmente atualizadas para refletir World of Warcraft, no entanto, o mapa de Azeroth e as aparências dos heróis ainda eram mantidos mais próximos dos conceitos originais de Warcraft III do que daqueles que apareciam no WoW. Além disso, existem certos recursos ausentes no Reforged, como a escada competitiva, fundos animados clássicos e opção de salvar replay. Espera-se que alguns deles sejam adicionados nos próximos patches. No entanto, alguns não foram incluídos, como o sistema social "Clãs", que não foi mencionado pela Blizzard.
A campanha agora tem três configurações de dificuldade, uma delas é o "modo história" voltado para os recém-chegados.

## Sinopsia
Warcraft III: Reforged tem o mesmo enredo do jogo original, mas possui pequenas mudanças visuais e estilísticas.

## Desenvolvimento
A Blizzard pretendia, junto com o desejo da base de jogadores, desenvolver StarCraft: Remastered como um remake geralmente puro. Em contraste, Warcraft III: Reforged pretendia ser menos puro. O produtor Pete Stillwell disse que "Quando fomos para a Coreia [para StarCraft: Remastered] e conversamos com profissionais e pessoas que ainda jogavam em salas de jogo, o feedback esmagador foi 'Por favor, não mude o jogo'", disse Stillwell. "'Fique bonito, dê-nos um casamenteiro moderno e depois afaste-se silenciosamente, Blizzard.' Obter essas ordens de marcha tornou o esforço não apenas mais fácil, mas mais focado. Mas com Warcraft 3: Reforged, conversamos com as comunidades na Europa e na China [que dizem]: 'Ei, não achamos que este jogo está pronto' - O objetivo não é apenas dar a Warcraft III uma nova camada de tinta, mas "fazer mais com isso". A Lemon Sky Studios fez parceria com a Blizzard para fornecer a maioria dos recursos de arte 3D remasterizados.
De acordo com Jason Schreier, da Bloomberg News, a remasterização teve problemas desde o início em 2017.  Embora a equipe por trás da remasterização tivesse um grande escopo para o que queria trazer, a administração da Activision não viu muito valor na remasterização em relação aos novos jogos, e a pressão foi colocada sobre a Blizzard para se concentrar nesses jogos mais recentes. A equipe de Jogos Clássicos da Blizzard, por trás do desenvolvimento da remasterização, nunca recebeu o orçamento necessário para completar seu escopo. Além disso, com as demissões de fevereiro de 2019 na Activision Blizzard, muitos dos funcionários da equipe da Classic Games foram afetados, e a mudança de gerenciamento dentro da equipe impactou muito as taxas de produção. Também houve problemas com o estilo de gestão de Rob Bridenbecker, gerente do grupo Classic Games, que impactaram ainda mais o funcionamento da equipe.
Outros jogos em desenvolvimento na Blizzard foram cancelados em favor de títulos como Overwatch, mas como eles já haviam começado a receber pré-encomendas para a remasterização, o projeto não pôde ser cancelado facilmente. Em vez disso, a administração tomou a decisão de lançar o jogo em um estado inicial para evitar ter que reembolsar as pré-encomendas, mesmo que a equipe da Classic Games tenha percebido que o jogo não estava pronto nesse estado. No final de 2019, a equipe da Classic Games convocou outras equipes da Blizzard para ajudar a preparar o jogo para um estado razoável para o lançamento em janeiro de 2020. Cerca de oito meses após o lançamento, a equipe da Classic Games foi dissolvida, deixando as atualizações prometidas sob responsabilidade de outras equipes da Blizzard.

### História
Originalmente, a autora da Blizzard, Christie Golden, foi contratada para trabalhar em uma campanha alterada, enquanto a campanha original seria parcialmente modificada para alinhar-se com a história de World of Warcraft e as revisões feitas pela série de livros World of Warcraft: Chronicle. Alguns dubladores originais seriam substituídos por aqueles que atualmente interpretam seus personagens. No entanto, devido à reação negativa dos fãs, essa ideia foi descartada. Embora apenas a cinemática de introdução original tenha sido recriada, as demais foram apenas remasterizadas.

### Conteúdo personalizado
A linguagem de script interna de Warcraft III, JASS, é acompanhada por Lua, comumente usada em scripts e conteúdo personalizado para outros jogos, e para o World of Warcraft da Blizzard. Lua destina-se a facilitar a criação de conteúdo personalizado e expandi-la. A Blizzard disse que pretende tornar o editor mais poderoso. Outras mudanças, como aumento das visualizações personalizadas da câmera e características individuais da unidade, são introduzidas.
A Política de Usuário Aceitável reivindica todos os direitos de propriedade intelectual de jogos personalizados criados em Reforged para a Blizzard Entertainment, o que foi recebido com críticas.

## Lançamento
Na BlizzCon 2018 em 2 de novembro de 2018, a Blizzard Entertainment anunciou Warcraft III: Reforged com personagens e gráficos remodelados com um lançamento prospectivo em 2019. Após a revelação de Reforged, as primeiras mudanças de balanceamento do jogo em anos foram anunciadas. Durante a Blizzcon 2019, o beta do jogo começou.
Reforged foi originalmente programado para ser lançado em 2019, no entanto, em 17 de dezembro de 2019, a Blizzard anunciou que o lançamento seria adiado até 28 de janeiro de 2020, afirmando que "quando começamos a nos aproximar da linha de chegada, sentimos que precisaríamos de um pouco mais de tempo de desenvolvimento para os retoques finais".
Em 3 de outubro de 2024, a Blizzard desativou o suporte ao macOS para Warcraft III: Reforged excluindo remotamente o executável do jogo dos computadores Mac dos jogadores. Declarações subsequentes de representantes da Blizzard fizeram referência a um "problema" não especificado com o jogo no Mac. O suporte ao macOS foi restaurado no patch 2.0 lançado em 13 de novembro.

## Recepção
Warcraft III: Reforged recebeu críticas "mistas ou médias" de acordo com o Metacritic. Fraser Brown, da PC Gamer concluiu que Reforged ainda era um jogo excepcional em sua essência, mas era atormentado por bugs, falta de recursos e más escolhas de design, como a interface de usuário "massiva". A revista alemã GameStar opinou que a remasterização ainda era um bom jogo em relação ao seu single-player, apesar de não incluir as mudanças e adições prometidas, mas seus recursos multiplayer agora eram piores do que antes ou inexistentes.
A resposta dos jogadores foi esmagadoramente negativa. No lançamento, o jogo foi bombardeado por usuários no Metacritic, tornando-se temporariamente a pontuação mais baixa de todos os tempos para um jogo da Blizzard, antes de ser superado por Diablo Immortal de 2022. Da mesma forma, o jogo se tornaria temporariamente o jogo com a classificação mais baixa no site por pontuação do usuário, antes de ser superado por Madden NFL 21. Muitos criticaram a remasterização por sua ausência de recu'rsos prometidos pela Blizzard no lançamento, remoção de recursos existentes anteriormente, problemas técnicos, mudanças na interface de usuário do jogo original, entre outros recursos de jogabilidade e mudanças gráficas que alguns achavam que não haviam sido melhoradas o suficiente ou pareciam piores. A Blizzard também foi criticada por sua decisão de que, devido ao compartilhamento do cliente de Reforged, todas as cópias existentes de Warcraft III: Reign of Chaos foram obrigadas a atualizar para uma versão mais recente, o que significava que muitas das mudanças de jogabilidade em Reforged agora eram obrigatórias no original. Além disso, houve reclamações sobre o anúncio da Blizzard de que eles reivindicariam a propriedade de todo o conteúdo criado pelo usuário em Reforged.
Em 3 de fevereiro de 2020, a Polygon informou que a Blizzard está oferecendo reembolso total para todos os jogadores mediante solicitação, independentemente do tempo de jogo. No dia seguinte, a Blizzard anunciou que alguns problemas técnicos e recursos ausentes serão resolvidos com patches futuros, mas defendeu sua decisão de não incluir as cenas exibidas na BlizzCon 2018 com o desejo de preservar o espírito do original.